# 김화랑
김화랑(金火浪, 본명: 이순재, 본명 한자: 李順載, 일본식 이름: 星野正史(호시노 마사메지토), 1912년 10월 8일~1976년 12월 31일)은 일제강점기부터 활동한 대한민국의 소설가 겸 극작가이자 시나리오 각본 집필 작가 겸 영화 감독이며 연극인이다.
1925년 연극연출가 겸 극작가 분야에 첫 입문한 이래 1939년에 영화감독으로도 데뷔하였다.

## 생애
경성부 출신으로 배재고보를 졸업하고 일본 유학을 다녀왔다. 1925년 경성의 배재고보 시절부터 연극부에서 활동한 것으로 전해진다. 1937년 경성배재고보 1년 선배 주영섭 등과 함께 조선영화작가협회를 결성하며 본격적으로 문화예술계에 첫선을 보였다. 그는 '천부적인 예술 감각의 소유자'로, 이른바 천재적인 인물이었던 것으로 전해진다. 일제 강점기의 대표적인 악극단 전문 작가였다.
1938년 방한준의 《한강》을 각색하고 곧 조선일보사 주최의 신춘문예 시나리오 부문에도 당선되어 영화계에 데뷔하였다. 1939년 정비석 원작으로 방한준이 영화화한 《성황당》(1939)의 시나리오로 호평을 받으며 전문 시나리오 작가가 되었다.
중일 전쟁을 배경으로 1939년에 조선문화영화협회가 제작한 《국기 아래서 나는 죽으리》를 연출하여 영화감독으로도 데뷔했다. 최운봉과 복혜숙이 출연한 《국기 아래서 나는 죽으리》는 전쟁 분위기를 조성하고 근로와 저축으로 국가에 충성을 다할 것을 주제로 삼고 있는 직설적인 어용 영화이다. 주인공은 동네에서 손수 일장기를 만들고 나누어 주고 신사참배 강요 정책에서 앞장서 모범을 보이며, 마지막에는 일장기 아래에서 일본 궁성을 향해 죽는 인물이다.
이 무렵까지 이익이라는 이름으로 활동하다가 1940년대부터 영화에서 연극과 악극 분야로 주무대를 옮기면서 김화랑이라는 예명을 사용하기 시작했다. 주로 순회공연 악극단의 희곡을 쓴 것으로 알려져 있다.
광복 후 연극계에서 우익 계열 극작가로도 활동 하였고, 이후 시나리오는 사극 《거지왕자》(1963) 한편만 쓰고 영화감독으로 주로 일했다. 한국 전쟁 초기에는 피난을 가지 못해 서울에서 숨어지냈다. 부인인 가수 신카나리아는 조선인민군에게 잡혀갔다가 북행 중 도망쳐오기도 했다. 전세 역전 이후 이들 부부는 대한민국 국방부 정훈국 소속으로 활동했다.
피난지 경남 지역의 부산에서는 악극단을 창립했다. 신카나리아와 왕숙랑, 백설희 등 유명한 가수를 섭외 및 보유하고 쇼에 중점을 두는 악극단이었다. 김화랑은 짤막한 코미디 집필에도 재능이 있었다. 이후 악극이 쇠퇴하자 영화계로 돌아가 1950년대와 1960년대 많은 영화를 발표했다. 이 가운데 양훈, 양석천, 구봉서, 배삼룡, 서영춘, 김희갑 등 유명 코미디언들이 출연한 희극 영화가 상당수 포함되어 있다.
영화계에서 주로 활동하며, 다른 한편으로 광범위하게는 라디오 드라마 작가와 소설가로도 활동했다. 《여인숙》(1959), 《인생복덕방》(1959), 《가슴에 맺힌 눈물》(1969)로 영화화된 그의 소설은 신파적인 내용이 주를 이루고 있다. 제1공화국 말기인 1959년에는 임화수가 주도해 설립한 어용 단체인 반공예술인단의 조직부장을 맡은 바 있다.

### 사망
1976년 12월 31일, 대한민국 서울특별시 종로구 혜화동 고려대의대병원에서 고혈압으로 인해 병사했고, 3일장과 가족들의 기독교 추모제를 거쳐 1977년 1월 13일 영결식(장례)이 치러졌다.

### 사후
2008년 발표된 민족문제연구소의 친일인명사전 수록예정자 명단 연극/영화 부문에 포함되었다.

## 참고 자료
- 강옥희, 이영미, 이순진, 이승희 (2006년 12월 15일). 《식민지시대 대중예술인 사전》. 서울: 소도. 83~85쪽쪽. ISBN 978-89-90626-26-4.
- 김종원 (2004년 4월 28일). 〈〈갯마을〉(1965·김수용 감독)〉. 《한국 영화감독 사전》. 서울: 국학자료원. ISBN 89-541-0189-5.